# Политика мира Центральных держав 1917—1918
«Политика мира Центральных держав 1917—1918» (нем. Die Friedenspolitik der Mittelmächte 1917/18) — книга о попытках Центральных держав заключить мир в конце Первой мировой войны, написанный профессором истории Вольфгангом Штеглихом в 1964 году в качестве докторской диссертации.

## Издания
- Steglich W.[нем.]. Die Friedenspolitik der Mittelmächte, 1917/18. — Wiesbaden: F. Steiner, 1964. — Bd. 1. — 593 с.